# 阿雷希
朱塞佩·阿雷希 （Giuseppe Alessi ，1905年10月29日—2009年7月13日）是義大利基督教民主派政客。1947年至1949年及再次在1955年至1956年擔任西西里島地區議會議長（President of the Regional Council of Sicily）。阿雷希生於西西里島卡爾塔尼塞塔省的聖卡塔爾多（San Cataldo）。他是島上基督教民主黨（Christian Democratic Party）的創辦人之一。他成為西西里島地區政府的首任當選主席（President of the Regional Government of Sicily）。